# Световая эффективность излучения
Светова́я эффекти́вность излуче́ния  – физическая величина, равная отношению светового потока к соответствующему потоку излучения (общей мощности энергии):
{\displaystyle K={\frac {\Phi _{v}}{\Phi _{e}}}.}
Единица измерения в Международной системе единиц (СИ): лм/Вт

## Монохроматическое излучение
В случае монохроматического излучения с длиной волны {\displaystyle \lambda } определение принимает вид:
{\displaystyle K(\lambda )={\frac {\Phi _{v}(\lambda )}{\Phi _{e}(\lambda )}}.}
Единица силы света кандела определена в СИ так, что выполняется
{\displaystyle \Phi _{v}(\lambda )=K_{m}\cdot V(\lambda )\Phi _{e}(\lambda ),}
где {\displaystyle V(\lambda )} — относительная спектральная световая эффективность монохроматического излучения, физический смысл которой заключается в том, что она представляет собой относительную чувствительность среднего человеческого глаза к воздействию на него монохроматического света, {\displaystyle K_{m}} — максимальное значение спектральной световой эффективности монохроматического излучения, равное 683 лм/Вт.
С учётом последнего соотношения выражение для {\displaystyle K(\lambda )} приобретает вид:
{\displaystyle K(\lambda )=683\cdot V(\lambda ).}
Из полученной формулы следует, что:
- характер спектральной зависимости световой эффективности монохроматического излучения такой же, как и у спектральной зависимости относительной чувствительности человеческого глаза {\displaystyle V(\lambda )}. В частности, положения максимумов обеих зависимостей совпадают и находятся на длине волны 555 нм (свет жёлто-зелёного цвета).
- максимально возможное значение световой эффективности имеет излучение с длиной волны 555 нм, для него {\displaystyle K} равна 683 лм/Вт[1].

## Непрерывный спектр
Если излучение обладает непрерывным спектром и занимает участок спектра конечного размера, то для {\displaystyle \Phi _{v}} выполняется:
{\displaystyle \Phi _{v}=683\cdot \int \limits _{380~nm}^{780~nm}\Phi _{e,\lambda }(\lambda )V(\lambda )d\lambda ,}
где {\displaystyle \Phi _{e,\lambda }(\lambda )} — спектральная плотность величины {\displaystyle \Phi _{e},}, определяемая как отношение величины {\displaystyle d\Phi _{e}(\lambda ),} приходящейся на малый спектральный интервал, заключённый между {\displaystyle \lambda } и {\displaystyle \lambda +d\lambda ,} к ширине этого интервала:
{\displaystyle \Phi _{e,\lambda }(\lambda )={\frac {d\Phi _{e}(\lambda )}{d\lambda }}.}
Здесь под {\displaystyle \Phi _{e}(\lambda )} понимается поток той части излучения, у которого длина волны меньше текущего значения {\displaystyle \lambda }.
С учётом определения световой эффективности из последнего соотношения следует
{\displaystyle K={\frac {683\cdot \int \limits _{380~nm}^{780~nm}\Phi _{e,\lambda }(\lambda )V(\lambda )d\lambda }{\Phi _{e}}}}
или, что то же самое:
{\displaystyle K={\frac {683\cdot \int \limits _{380~nm}^{780~nm}\Phi _{e,\lambda }(\lambda )V(\lambda )d\lambda }{\int \limits _{0}^{\infty }\Phi _{e,\lambda }(\lambda )d\lambda }}.}

## Световой коэффициент полезного действия
Световым коэффициентом полезного действия (КПД) называют безразмерную величину, определяемую в общем случае соотношением:
{\displaystyle \eta _{v}={\frac {\int \limits _{380~nm}^{780~nm}\Phi _{e,\lambda }(\lambda )V(\lambda )d\lambda }{\Phi _{e}}}}
или ему эквивалентным:
{\displaystyle \eta _{v}={\frac {\int \limits _{380~nm}^{780~nm}\Phi _{e,\lambda }(\lambda )V(\lambda )d\lambda }{\int \limits _{0}^{\infty }\Phi _{e,\lambda }(\lambda )d\lambda }}.}
Из определения следует, что численные значения {\displaystyle K}  и  {\displaystyle \eta _{v}} в СИ различаются в 683 раза. Ясно также, что максимальное значение, равное единице,  световой КПД принимает в случае монохроматического излучения с длиной волны 555 нм, на которой {\displaystyle V(\lambda )} максимальна и равна единице.

## Примеры

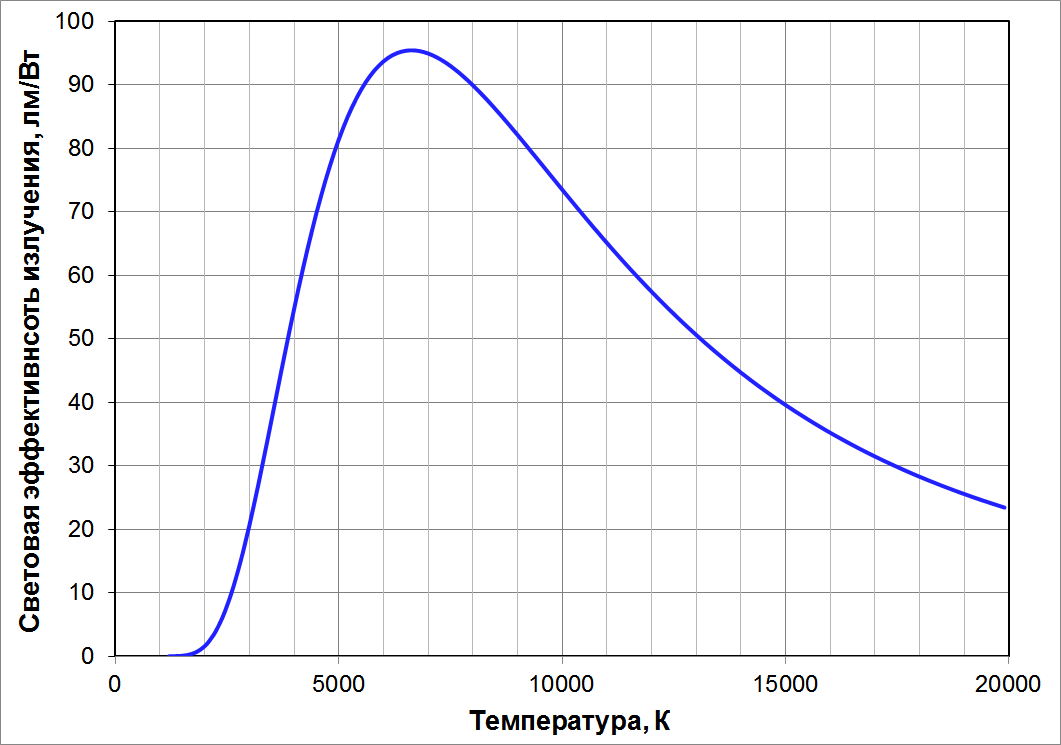
Зависимость световой эффективности излучения абсолютно чёрного тела от его температуры.

Спектральный состав излучения многих источников света близок к спектральному составу излучения абсолютно чёрного тела (АЧТ). У одних из них, таких как Солнце, лампы накаливания и др., это связано с тепловой природой излучения. У других — светодиоды, люминесцентные лампы и т. д. — такой спектральный состав является целью и результатом использования специально разработанной конструкции.
Величина световой эффективности излучения АЧТ определяется его температурой. При относительно низких температурах излучение АЧТ располагается главным образом в инфракрасной области спектра. Затем, при повышении температуры, максимум спектрального распределения излучения смещается сначала в видимую область, а затем и далее, в ультрафиолетовую. Результатом этого является немонотонное поведение температурной зависимости эффективности излучения АЧТ и наличие у неё максимума. Следует отметить, что даже в максимуме световой КПД излучения АЧТ невелик, составляя лишь 14 %.
| Излучение                                                                                          | Световая эффективность, лм/Вт | Световой КПД, % |
| -------------------------------------------------------------------------------------------------- | ----------------------------- | --------------- |
| Свет стандартной лампы накаливания с температурой нити 2800 K                                      | 15                            | 2,2 %           |
| Излучение Солнца                                                                                   | 97                            | 14 %            |
| «Идеальный» белый свет — излучение абсолютно чёрного тела с Т=5800 К, «обрезанное» на 400 и 700 нм | 251                           | 37 %            |
| Теоретический предел для белого света с цветовой температурой 5800 К                               | 310                           | 45 %            |
| Теоретический предел для белого света с цветовой температурой 2800 К                               | 370                           | 54 %            |
| Излучение абсолютно чёрного тела с температурой 6630 К                                             | 95                            | 14 %            |
| Излучение гелий-неонового лазера с длиной волны 632,8 нм                                           | 162                           | 24 %            |
| 2-я гармоника излучения лазера на неодимовом стекле, длина волны 532 нм                            | 604                           | 88 %            |
| Монохроматическое излучение с длиной волны 555 нм                                                  | 683,002                       | 100 %           |